# عودة طرزان
عودة طرزان (بالإنجليزية: The Return of Tarzan)‏ هي رواية بقلم إدغار رايس بوروس، وهي الثانية في سلسلة قصص طرزان. وقد نشرت لأول مرة في مجلة اللب «نيو ستوري» في الأعداد من شهر يونيو إلى ديسمبر 1913. وصدرت الطبعة الأولى بشكل كتاب في عام 1915 من قبل أيه سي ماكلورغ.